# Geraeus
Centrinus, Pycnogeraeus
Genre
Synonymes
- Centrinus Schoenherr, 1825,
- Pycnogeraeus Casey, 1920

Geraeus est un genre d'insectes coléoptères appartenant à la famille des Curculionidae.

## Classification
Le genre Geraeus est décrit par l'entomologiste britannique Francis Polkinghorne Pascoe (1813-1893) en 1889,

## Liste d'espèces
ce genre compte plus d'une centaine d'espèces décrites, dont parmi les plus familières :
- Geraeus dilectus
- Geraeus euryonyx
- Geraeus picumnus